# Marius Colucci
Marius Colucci (* 16. října 1976, Paříž) je francouzský herec, syn Michela Colucciho.

## Filmografie
- 2006 – Quatre étoiles, režie Christian Vincent
- 2006 – Petits meurtres en famille
- 2005 – Belle au choix navrant, režie Corinne Klomp a Pierre Leyssieux
- 2005 – Bhaï, bhai, režie Olivier Klein
- 2005 – Les Âmes grises, režie Yves Angelo
- 2004 – Une vie, režie Élisabeth Rappeneau
- 2003 – Les clefs de bagnole, režie Laurent Baffie
- 2000 – Retour à la vie, režie Pascal Baeumler
- 1989 – J'aurais jamais dû croiser son regard, režie Jean-Marc Longval
- 1989 – Cher frangin, režie Gérard Mordillat